# Jorge Basadre
Jorge Basadre Grohmann (Tacna, 20 febbraio 1903 – Lima, 29 giugno 1980) è stato uno storico peruviano.

## Biografia
Jorge Basadre Grohmann, (Tacna, Perú, 20 febbraio 1903 - Lima, 29 giugno 1980).

## Opere
- Historia de la República del Perú - Lima, 1939, -sexta edición, 1968-1969.
- La iniciación de la República (2 vols., 1929-1930).
- La multitud, la ciudad y el campo en la historia del Perú 1929.
- Perú: problema y posibilidad. 1931
- Historia del Derecho Peruano. 1937
- Literatura inca 1938.
- La promesa de la vida peruana. 1943.